# Аделхайд фон Фюрстенберг
Вижте пояснителната страница за други личности с името Аделхайд.
Аделхайд фон Фюрстенберг (на немски: Adelheid von Fürstenberg; * ок. 1356, Хазлах им Кинцигтал, Вюртемберг; † 19 март 1413) е графиня от Фюрстенберг, наследничка на Бройнлинген, и чрез женитба графиня на Хоенцолерн от 1379 до 1401 г.

## Произход
Тя е дъщеря на граф Хуго фон Фюрстенберг-Филинген в Цинделшайн († 24 май 1371) и съпругата му Аделхайд фон Кренкинген († 15 юли 1359), дъщеря на Луитолд II фон Кренкинген, майор на Цюрих († 1360) и Аделхайд фон Юзенберг († 1353)..
Йохан III, бездетният брат на Аделхайд, е последният граф на Фюрстенберг-Хаслах и е убит в битка при Земпах на 9 юли 1386 г.

## Фамилия
Аделхайд фон Фюрстенберг се омъжва преди 12 януари 1377 г. за граф Фридрих XI фон Хоенцолерн († 26 ноември 1401). Те имат децата:
- Фридрих XII († 1443), граф на Хоенцолерн, ∞ 1407 графиня Анна фон Зулц († 1438)
- Айтел Фридрих I († 1439), граф на Хоенцолерн, ∞ 1432 Урсула фон Рациунс († 1477)
- Анна († сл. 1402), монахиня в Щетин 1402
- Фридрих († сл. 1402), каноник в Щрасбург 1402
- Фридрих († 1436), епископ на Констанц (1434 – 1436)
- Фридрих († сл. 1418), монах в Айнзиделн, Райхенау и капитулар в Щрасбург